# Brunelleschi (cràter)
Brunelleschi és un cràter d'impacte en el planeta Mercuri de 128,57 km de diàmetre. Porta el nom de l'arquitecte italià Filippo Brunelleschi (1377-1446), i el seu nom va ser aprovat per la Unió Astronòmica Internacional el 1976.